# Nightcap
Nightcap: The Unreleased Masters 1972-1991 je dvoudiskové CD od skupiny Jethro Tull vydané 22. listopadu 1993, obsahující starší, dříve nevydaný materiál. 
První CD obsahuje materiál, který by mohl být znovu nahrán a aranžován, stejně jako jejich šesté album, A Passion Play, zatímco druhé CD obsahuje materiál od poloviny 70. do začátku 90. let. 
Toto dvojalbum bylo vyrobeno v omezeném množství a jeho výtěžek šel na dobročinné účely.

## Obsazení
Disc 1:
- Ian Anderson (flétna, balalajka, mandolína, Hammond organ, akustická kytara, vokály) hraje na všech stopách
- Martin Barre (elektrická kytara) hraje na všech stopách
- John Evans (celeste, piano) hraje na všech stopách
- Jeffrey Hammond-Hammond (bass, doprovodné vokály) hraje na všech stopách
- Barriemore Barlow (bicí) hraje na všech stopách

Disc 2:
- Ian Anderson (flétna, ústní orgán, claghorn, piano, vokály, harmonika, mandolína) hraje na všech stopách
- Martin Barre (elektrická kytara , marimba) hraje na stopách 1 - 8, 10 - 14 a 16 - 18
- Barriemore Barlow (bicí, perkuse) hraje na stopách 1 - 2 a 4
- John Evans (piano) hraje na stopách 1 - 2 a 4
- Jeffrey Hammond-Hammond (bass) hraje na stopách 1 - 2 a 4
- David Palmer (klávesy, dirigent orchestru) hraje na stopách 4 a 9
- Dave Pegg (bass, mandolína, vokály) hraje na stopách 3, 5 - 8, 10 - 14, 16 a 18
- Gerry Conway (bicí, perkuse) hraje na stopách 6 - 7, 10 - 13 a 16
- Peter-John Vettese (piano, syntetizér) hraje na stopách 6 a 13
- Doane Perry (bicí) hraje na stopách 3, 5, 8 a 14

## Hostující hudebníci
- John Bundrick (piano, Hammond B-3 organ disc 2, stopy 3, 5 a 8)
- Scott Hunter (bicí disc 2, stopy 17 (v CD-bookletu je omylem uváděn Doane Perry))
- Matthew Pegg (bass disc 2, stopa 17)

## Nahrávky podle data a místa původu
- Disc 1:
  - Všechny stopy nahrány v srpnu 1972 v Château d'Hérouville, Pontoise, Francie.
- Disc 2:
  - Stopy 1, 2 a 4 nahrány 1974 v Morgan Studios, Fulham London,
  - Stopa 9 nahrána 1975 at Maison Rouge Mobile Studio,
  - Stopa 15 nahrána 1978 v Maison Rouge Mobile Studio, Fulham, London,
  - Stopy 6, 7, 11 - 13 a 16 nahrány 1981 v Maison Rouge Studios, Fulham, London,
  - Stopa 10 nahrána 1988 v domácím studiu Iana Andersona,
  - Stopa 18 nahrána 1989 v domácím studiu Iana Andersona,
  - Stopy 3, 5, 8 a 14 nahrány 1990 v domácím studiu Iana Andersona,
  - Stopa 17 nahrána 1991 v domácím studiu Iana Andersonaa Woodworm Studios.

## Track listing

### Disc one
1. "First Post" – 1:54
2. "Animelée" – 1:41
3. "Tiger Toon" – 1:36
4. "Look At The Animals" – 5:09
5. "Law Of The Bungle" – 2:32
6. "Law Of The Bungle Part II" – 5:26
7. "Left Right" – 5:01
8. "Solitaire" – 1:25
9. "Critique Oblique" – 9:03
10. "Post Last" – 5:35
11. "Scenario" – 3:26
12. "Audition" – 2:34
13. "No Rehearsal" – 5:12

### Disc two
1. "Paradise Steakhouse" – 4:01
2. "Sealion II" – 3:21
3. "Piece Of Cake" – 3:40
4. "Quartet" – 2:45
5. "Silver River Turning" – 4:52
6. "Crew Nights" – 4:33
7. "The Curse" – 3:39
8. "Rosa On The Factory Floor" – 4:38
9. "A Small Cigar" – 3:39
10. "Man Of Principle" – 3:57
11. "Commons Brawl" – 3:24
12. "No Step" – 3:38
13. "Drive On The Young Side Of Life" – 4:13
14. "I Don't Want To Be Me" – 3:29
15. "Broadford Bazaar" – 3:38
16. "Lights Out" – 5:16
17. "Truck Stop Runner" – 3:47
18. "Hard Liner" – 3:47